# Alan Matturro
Alan Agustín Matturro Romero (ur. 11 października 2004 w Montevideo) – urugwajski piłkarz pochodzenia włoskiego występujący na pozycji środkowego lub lewego obrońcy, od 2023 roku zawodnik włoskiej Genoi.